# Kondengui
Kondengui est un quartier populaire de la commune d'arrondissement de Yaoundé IV, subdivision de la Communauté urbaine de Yaoundé. Il constitue le chef-lieu du 4e arrondissement de la ville de Yaoundé, capitale du Cameroun.

## Historique
Kondengui, en langue ewondo, est formé de deux termes « Konde » signifiant zone, région, étendue, contrée et « ngui » qui renvoie à gorille. Kondengui désigne littéralement la contrée de gorilles.

## Géographie
Kondengui est limitrophe des quartiers Ekounou, Nkolndongo, Emombo et Mimboman.

## Institutions

### Administration
- Maire de Yaoundé IV à Ekounou[3]
- Sous préfecture de Yaoundé IV[4]
- Prison centrale de Kondengui
- Brigades de gendarmerie de Kondengui
- Chefferie traditionnelle de Kondengui

### Éducation
- Complexe Scolaire Notre Dame du Mont Carmel de Kondengui
- École publique de Kondengui
- COMPLEXE SCOLAIRE BILINGUE MK2
- GROUP SCOLAIRE BILINGUE FRANTZ FANON
- École bilingue bill gâtes

### Santé
- Centre de santé de Kondengui

## Lieux de culte
- Paroisse Notre Dame du Mont Carmel de Kondengui

## Lieux populaires
- Prison centre de Kondengui

## Galerie

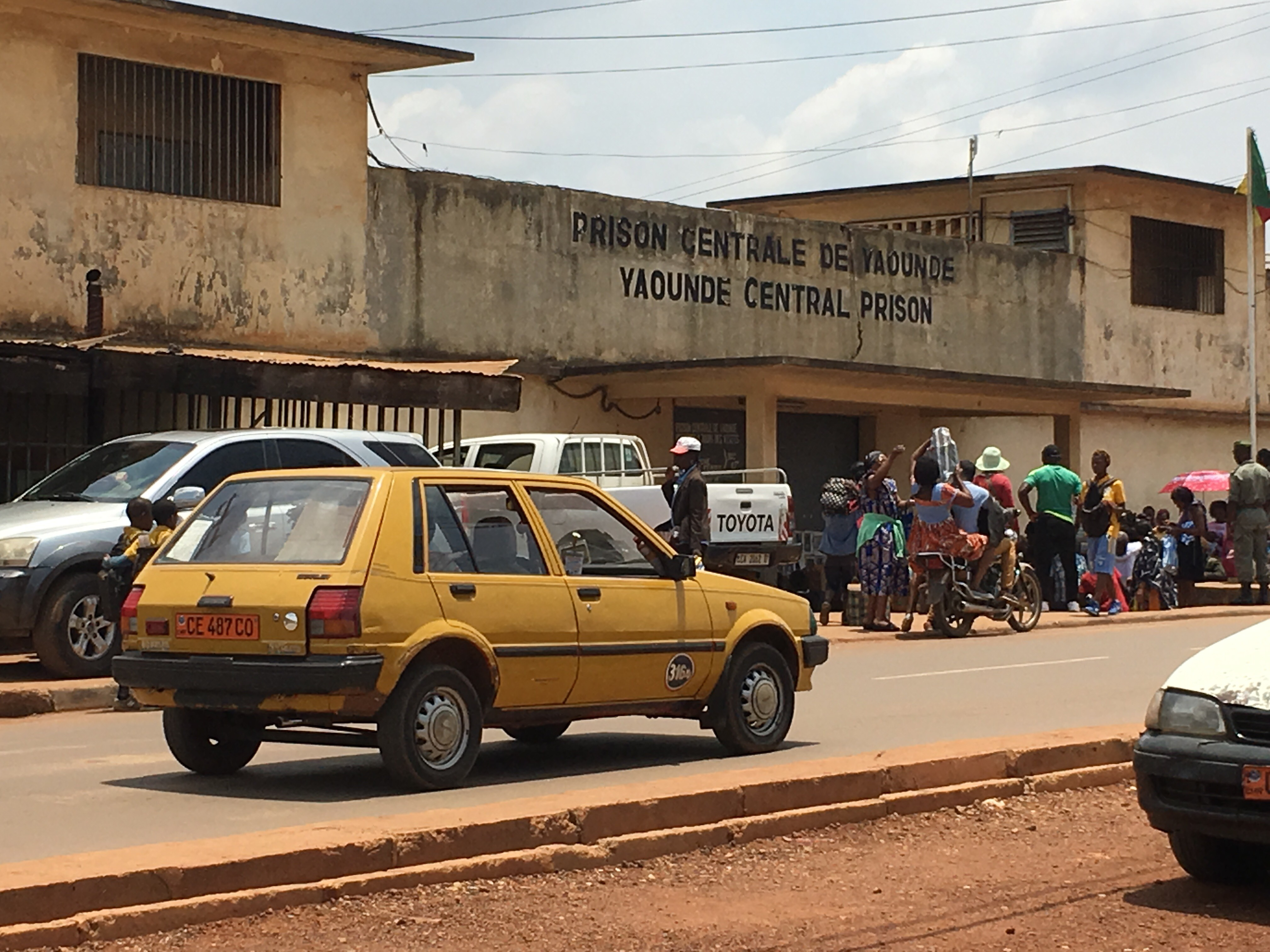
Entrée de la prison de Kondengui
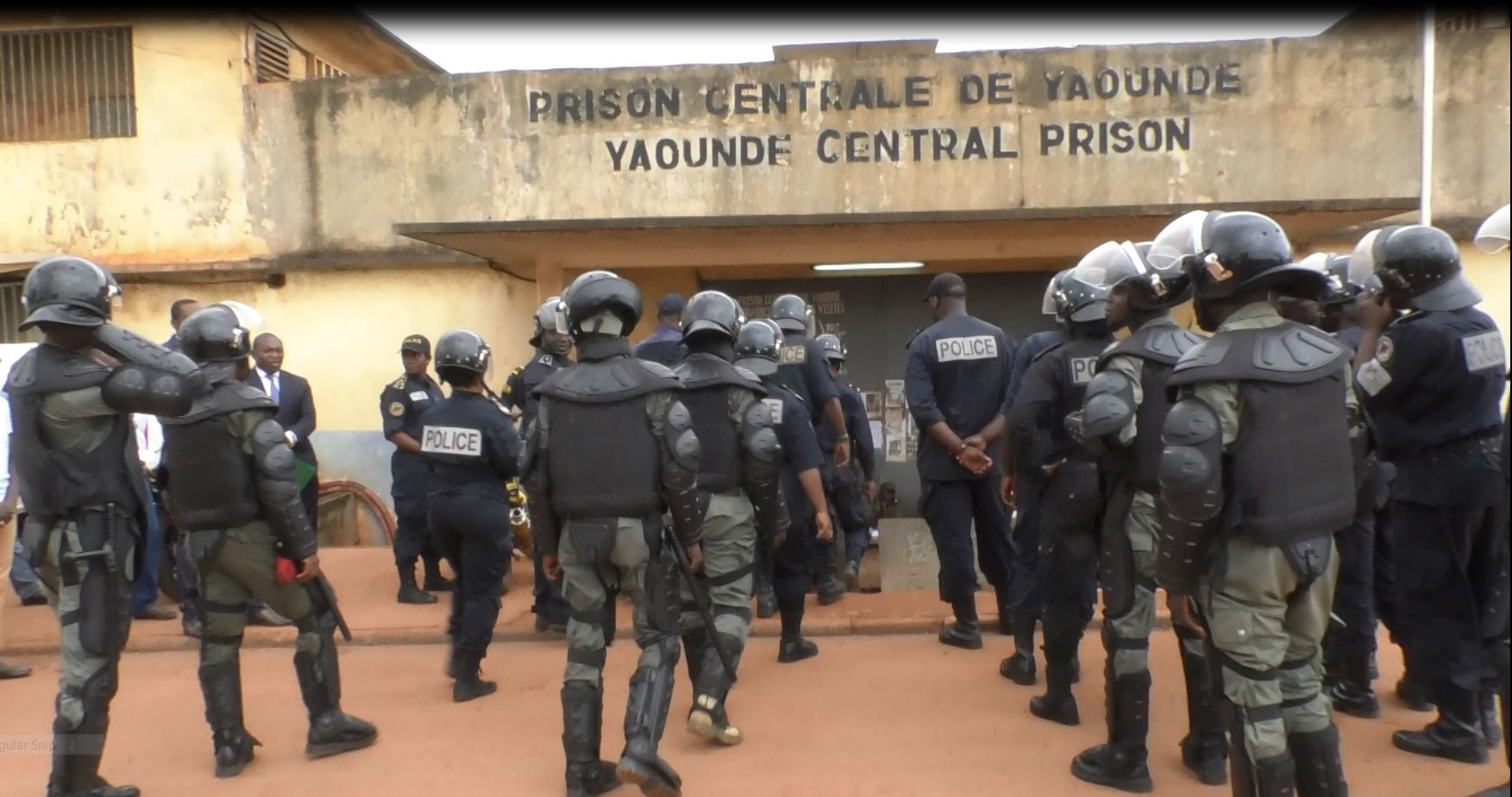
Déploiement de la police à l'entrée de la prison centrale de Kondengui